# Burnley Football Club 2014-2015
Questa pagina raccoglie i dati riguardanti il Burnley Football Club nelle competizioni ufficiali della stagione 2014-2015.

## Rosa
Rosa aggiornata al 27 dicembre 2014.
| N. |                             | Ruolo | Calciatore      |
| -- | --------------------------- | ----- | --------------- |
| 1  | Inghilterra (bandiera)      | P     | Thomas Heaton   |
| 2  | Inghilterra (bandiera)      | D     | Kieran Trippier |
| 3  | Irlanda del Nord (bandiera) | D     | Daniel Lafferty |
| 4  | Irlanda del Nord (bandiera) | D     | Michael Duff    |
| 5  | Inghilterra (bandiera)      | D     | Jason Shackell  |
| 6  | Inghilterra (bandiera)      | D     | Ben Mee         |
| 7  | Scozia (bandiera)           | C     | Ross Wallace    |
| 8  | Inghilterra (bandiera)      | C     | Dean Marney     |
| 9  | Galles (bandiera)           | A     | Sam Vokes       |
| 10 | Inghilterra (bandiera)      | A     | Danny Ings      |
| 11 | Inghilterra (bandiera)      | C     | Michael Kightly |
| 12 | Australia (bandiera)        | P     | Alex Cisak      |
| 14 | Inghilterra (bandiera)      | C     | David Jones     |
| 15 | Inghilterra (bandiera)      | C     | Matthew Taylor  |
| 17 | Inghilterra (bandiera)      | A     | Marvin Sordell  |

| N. |                             | Ruolo | Calciatore         |
| -- | --------------------------- | ----- | ------------------ |
| 18 | Irlanda (bandiera)          | D     | Steven Reid        |
| 19 | Inghilterra (bandiera)      | A     | Lukas Jutkiewicz   |
| 20 | Inghilterra (bandiera)      | C     | Nathaniel Chalobah |
| 21 | Scozia (bandiera)           | A     | George Boyd        |
| 22 | Scozia (bandiera)           | P     | Matt Gilks         |
| 23 | Irlanda (bandiera)          | D     | Stephen Ward       |
| 25 | Inghilterra (bandiera)      | C     | Michael Keane      |
| 28 | Irlanda (bandiera)          | D     | Kevin Long         |
| 30 | Inghilterra (bandiera)      | A     | Ashley Barnes      |
| 33 | Inghilterra (bandiera)      | C     | Steven Hewitt      |
| 34 | Inghilterra (bandiera)      | D     | Tom Anderson       |
| 37 | Scozia (bandiera)           | C     | Scott Arfield      |
| 38 | Irlanda del Nord (bandiera) | D     | Cameron Dummigan   |
| 44 | Inghilterra (bandiera)      | A     | Jason Gilchrist    |

## Risultati

### Barclays Premier League
| Arbitro: | Michael Oliver |

|             |           |                                           |
| Arfield 13’ | Marcatori | 16’ Diego Costa 20’ Schürrle 34’ Ivanovic |

| Arbitro: | Craig Pawson |

|          |           |  |
| Dyer 23’ | Marcatori |  |

| Burnley 30 agosto 2014, ore 13:45 CEST 3ª giornata | Burnley   | 0 – 0 referto | Manchester Utd | Turf Moor (21.099 spett.)\| Arbitro: \| Chris Foy \| |
| Arbitro:                                           | Chris Foy |               |                |                                                      |

| Londra 13 settembre 2014, ore 16:00 CEST 4ª giornata | Crystal Palace | 0 – 0 referto | Burnley | Selhurst Park (23.829 spett.)\| Arbitro: \| Mike Dean \| |
| Arbitro:                                             | Mike Dean      |               |         |                                                          |

| Burnley 20 settembre 2014, ore 15:00 CEST 5ª giornata | Burnley        | 0 – 0 referto | Sunderland | Turf Moor (20.026 spett.)\| Arbitro: \| Anthony Taylor \| |
| Arbitro:                                              | Anthony Taylor |               |            |                                                           |

| Arbitro: | Moss |

|                                            |           |  |
| Dawson 30’ Berahino 45+1’, 56’ Dorrans 90’ | Marcatori |  |

| Arbitro: | Dowd |

|                        |           |                           |
| Schlupp 33’ Mahrez 40’ | Marcatori | 39’ Kightly 90+6’ Wallace |

| Arbitro: | Friend |

|          |           |                                 |
| Boyd 60’ | Marcatori | 49’ Sakho 54’ Valencia 70’ Cole |

| Arbitro: | Marriner |

|          |           |                          |
| Ings 20’ | Marcatori | 4’, 85’ Eto'o 29’ Lukaku |

| Arbitro: | Craig Pawson |

|                                 |           |  |
| Sánchez 70’, 90+1’ Chambers 72’ | Marcatori |  |

| Arbitro: | Mark Clattenburg |

|            |           |  |
| Barnes 50’ | Marcatori |  |

| Arbitro: | Martin Atkinson |

|             |           |               |
| Walters 32’ | Marcatori | 12’, 13’ Ings |

| Arbitro: | Graham Scott |

|                 |           |          |
| Ings 87’ (rig.) | Marcatori | 38’ Cole |

| Arbitro: | Phil Dowd |

|          |           |           |
| Boyd 34’ | Marcatori | 48’ Cissé |

| Arbitro: | Jonathan Moss |

|                    |           |  |
| Fer 51’ Austin 74’ | Marcatori |  |

| Arbitro: | Mark Clattenburg |

|            |           |  |
| Barnes 73’ | Marcatori |  |

| Arbitro: | Mike Jones |

|                     |           |            |
| Kane 21’ Lamela 35’ | Marcatori | 27’ Barnes |

| Arbitro: | Anthony Taylor |

|  |           |              |
|  | Marcatori | 62’ Sterling |

| Arbitro: | Kevin Friend |

|                           |           |                     |
| Silva 23’ Fernandinho 33’ | Marcatori | 47’ Boyd 81’ Barnes |

| Arbitro: | Mike Dean |

|                                    |           |                                      |
| Taylor 15’ Colback 26’ Sissoko 78’ | Marcatori | 19’ (aut.) Dummett 66’ Ings 86’ Boyd |

| Arbitro: | Andre Marriner |

|                      |           |                   |
| Arfield 12’ Ings 37’ | Marcatori | 33’ (rig.) Austin |

| Arbitro: | Dowd |

|                  |           |                             |
| Mee 12’ Ings 16’ | Marcatori | 28’, 87’ Gayle 48’ Puncheon |

| Arbitro: | Mason |

|                       |           |  |
| Wickham 20’ Defoe 34’ | Marcatori |  |

| Arbitro: | Dean |

|                     |           |                       |
| Barnes 11’ Ings 32’ | Marcatori | 45+1’ Brunt 67’ Ideye |

| Arbitro: | Friend |

|                                          |           |          |
| Smalling 6’, 45+3’ van Persie 82’ (rig.) | Marcatori | 12’ Ings |

| Arbitro: | Atkinson |

|              |           |         |
| Ivanovic 14’ | Marcatori | 81’ Mee |

| Arbitro: | Jonathan Moss |

|  |           |                     |
|  | Marcatori | 64’ (aut.) Trippier |

| Arbitro: | Lee Mason |

|                             |           |  |
| Henderson 29’ Sturridge 51’ | Marcatori |  |

| Arbitro: | Andre Marriner |

|          |           |  |
| Boyd 61’ | Marcatori |  |

| Arbitro: | Roger East |

|                              |           |  |
| Long 37’ Shackell 58’ (aut.) | Marcatori |  |

| Burnley 5 aprile 2015, ore 15:30 CEST 31ª giornata | Burnley         | 0 – 0 referto | Tottenham | Turf Moor (18.829 spett.)\| Arbitro: \| Martin Atkinson \| |
| Arbitro:                                           | Martin Atkinson |               |           |                                                            |

| Arbitro: | Mike Dean |

|  |           |            |
|  | Marcatori | 12’ Ramsey |

| Arbitro: | Mike Jones |

|              |           |  |
| Mirallas 29’ | Marcatori |  |

| Arbitro: | Anthony Taylor |

|  |           |           |
|  | Marcatori | 60’ Vardy |

| Arbitro: | Jonathan Moss |

|                  |           |  |
| Noble 24’ (rig.) | Marcatori |  |

| Arbitro: | Martin Atkinson |

|  |           |          |
|  | Marcatori | 62’ Ings |

| Burnley 16 maggio 2015, ore 16:00 CEST 37ª giornata | Burnley        | 0 – 0 referto | Stoke City | Turf Moor (18.636 spett.)\| Arbitro: \| Micheal Oliver \| |
| Arbitro:                                            | Micheal Oliver |               |            |                                                           |

| Arbitro: | Mike Jones |

|  |           |         |
|  | Marcatori | 6’ Ings |

### FA Cup

#### Terzo turno
| Arbitro: | Roger East |

|           |           |            |
| Vokes 73’ | Marcatori | 56’ Chadli |

| Arbitro: | Craig Pawson |

|                                                  |           |                       |
| Paulinho 10’ Capoue 45+2’ Chiriches 49’ Rose 52’ | Marcatori | 3’ Sordell 7’ Wallace |

### Football League Cup

#### Secondo turno
| Arbitro: | Geoff Eltringham |

|  |           |                  |
|  | Marcatori | 78’ (rig.) Nuhiu |

## Statistiche

### Statistiche di squadra
| Competizione   | Punti | In casa | In casa | In casa | In casa | In casa | In casa | In trasferta | In trasferta | In trasferta | In trasferta | In trasferta | In trasferta | Totale | Totale | Totale | Totale | Totale | Totale | DR  |
| Competizione   | Punti | G       | V       | N       | P       | Gf      | Gs      | G            | V            | N            | P            | Gf           | Gs           | G      | V      | N      | P      | Gf     | Gs     | DR  |
| -------------- | ----- | ------- | ------- | ------- | ------- | ------- | ------- | ------------ | ------------ | ------------ | ------------ | ------------ | ------------ | ------ | ------ | ------ | ------ | ------ | ------ | --- |
| Premier League | 33    | 19      | 4       | 7       | 8       | 14      | 21      | 19           | 3            | 5            | 11           | 14           | 32           | 38     | 7      | 12     | 19     | 28     | 54     | -26 |
| FA Cup         | -     | 1       | 0       | 1       | 0       | 1       | 1       | 1            | 0            | 0            | 1            | 2            | 4            | 2      | 0      | 1      | 1      | 3      | 5      | -2  |
| League Cup     | -     | 1       | 0       | 0       | 1       | 0       | 1       | 0            | 0            | 0            | 0            | 0            | 0            | 1      | 0      | 0      | 1      | 0      | 1      | -1  |
| Totale         | -     | 21      | 4       | 8       | 9       | 15      | 23      | 20           | 3            | 5            | 12           | 16           | 36           | 41     | 7      | 13     | 21     | 31     | 60     | -29 |

### Statistiche dei giocatori
| Giocatore     | Premier League | Premier League | Premier League | Premier League | FA Cup   | FA Cup | FA Cup      | FA Cup     | League Cup | League Cup | League Cup  | League Cup | Totale   | Totale | Totale      | Totale     |
| Giocatore     | Presenze       | Reti           | Ammonizioni    | Espulsioni     | Presenze | Reti   | Ammonizioni | Espulsioni | Presenze   | Reti       | Ammonizioni | Espulsioni | Presenze | Reti   | Ammonizioni | Espulsioni |
| ------------- | -------------- | -------------- | -------------- | -------------- | -------- | ------ | ----------- | ---------- | ---------- | ---------- | ----------- | ---------- | -------- | ------ | ----------- | ---------- |
| S. Arfield    | 37             | 2              | 6              | 0              | 2        | 0      | 1           | 0          | 1          | 0          | 0           | 0          | 40       | 2      | 7           | 0          |
| A. Barnes     | 35             | 5              | 4              | 1              | 1        | 0      | 0           | 0          | 1          | 0          | 0           | 0          | 37       | 5      | 4           | 1          |
| G. Boyd       | 35             | 5              | 6              | 0              | 2        | 0      | 0           | 0          | 0          | 0          | 0           | 0          | 37       | 5      | 6           | 0          |
| N. Chalobah   | 3              | 0              | 1              | 0              | 0        | 0      | 0           | 0          | 0          | 0          | 0           | 0          | 3        | 0      | 1           | 0          |
| M. Duff       | 21             | 0              | 4              | 1              | 1        | 0      | 0           | 0          | 0          | 0          | 0           | 0          | 22       | 0      | 4           | 1          |
| M. Gilks      | 0              | 0              | 0              | 0              | 0        | 0      | 0           | 0          | 1          | 0          | 0           | 0          | 1        | 0      | 0           | 0          |
| T. Heaton     | 38             | 0              | 1              | 0              | 2        | 0      | 0           | 0          | 0          | 0          | 0           | 0          | 40       | 0      | 1           | 0          |
| D. Ings       | 35             | 11             | 6              | 0              | 1        | 0      | 0           | 0          | 1          | 0          | 0           | 0          | 37       | 11     | 6           | 0          |
| D. Jones      | 36             | 0              | 0              | 0              | 1        | 0      | 0           | 0          | 1          | 0          | 0           | 0          | 38       | 0      | 0           | 0          |
| L. Jutkiewicz | 25             | 0              | 1              | 0              | 0        | 0      | 0           | 0          | 1          | 0          | 0           | 0          | 26       | 0      | 1           | 0          |
| M. Keane      | 21             | 0              | 1              | 0              | 2        | 0      | 1           | 0          | 0          | 0          | 0           | 0          | 23       | 0      | 2           | 0          |
| M. Kightly    | 16             | 1              | 3              | 0              | 2        | 0      | 0           | 0          | 1          | 0          | 0           | 0          | 19       | 1      | 3           | 0          |
| D. Lafferty   | 1              | 0              | 0              | 0              | 1        | 0      | 0           | 0          | 0          | 0          | 0           | 0          | 2        | 0      | 0           | 0          |
| K. Long       | 1              | 0              | 0              | 0              | 0        | 0      | 0           | 0          | 1          | 0          | 0           | 0          | 2        | 0      | 0           | 0          |
| D. Marney     | 20             | 0              | 6              | 0              | 2        | 0      | 0           | 0          | 0          | 0          | 0           | 0          | 22       | 0      | 6           | 0          |
| B. Mee        | 33             | 2              | 10             | 0              | 2        | 0      | 0           | 0          | 0          | 0          | 0           | 0          | 35       | 2      | 10          | 0          |
| S. Reid       | 7              | 0              | 1              | 0              | 1        | 0      | 0           | 0          | 0          | 0          | 0           | 0          | 8        | 0      | 1           | 0          |
| J. Shackell   | 38             | 0              | 3              | 0              | 0        | 0      | 0           | 0          | 1          | 0          | 0           | 0          | 39       | 0      | 3           | 0          |
| M. Sordell    | 14             | 0              | 2              | 0              | 2        | 1      | 0           | 0          | 1          | 0          | 0           | 0          | 17       | 1      | 2           | 0          |
| M. Taylor     | 10             | 0              | 0              | 0              | 0        | 0      | 0           | 0          | 1          | 0          | 0           | 0          | 11       | 0      | 0           | 0          |
| K. Trippier   | 38             | 0              | 2              | 0              | 2        | 0      | 0           | 0          | 1          | 0          | 0           | 0          | 41       | 0      | 2           | 0          |
| F. Ulvestad   | 2              | 0              | 1              | 0              | 0        | 0      | 0           | 0          | 0          | 0          | 0           | 0          | 2        | 0      | 1           | 0          |
| S. Vokes      | 15             | 0              | 0              | 0              | 2        | 1      | 0           | 0          | 0          | 0          | 0           | 0          | 17       | 1      | 0           | 0          |
| S. Ward       | 9              | 0              | 3              | 0              | 0        | 0      | 0           | 0          | 1          | 0          | 0           | 0          | 10       | 0      | 3           | 0          |
| R. Wallace    | 14             | 1              | 2              | 0              | 2        | 1      | 0           | 0          | 1          | 0          | 0           | 0          | 17       | 2      | 2           | 0          |